# Sveds tallskogs naturreservat
Sveds tallskogs naturreservat är ett naturreservat i Habo kommun i Jönköpings län.
Området avsattes som naturreservat 2025 och omfattar 16 hektar. Det är beläget nordost om Fagerhult samhälle och består av sandtallskog.